# François-Désiré Bancel
Pour les articles homonymes, voir Bancel.
Désiré Jean-Baptiste François Bancel, né le 12 février 1822 à Lamastre où il est mort le 23 janvier 1871, est un avocat, maitre de conférences et homme politique français.

## Biographie
Né dans une famille originaire du Vivarais, qui a donné des générations d’hommes de loi depuis le XVIe siècle, il a d’abord été appelé « Bancel fils », en référence à son père, Sylvestre Bancel, avocat à Valence, bâtonnier de l’ordre, conseiller général de l’Ardèche, qui jouissait alors d’une certaine notoriété.
Après des études secondaires au collège de Tournon, puis de droit à Grenoble, puis à Paris, il suit la voie paternelle en entrant au barreau de Valence et passe les trois années suivantes entre le barreau, peu à peu délaissé, l’étude approfondie de l’économie politique et de l’Histoire, surtout de la Révolution, et des conférences publiques chaque jour plus suivies, où s’affirment son talent d’orateur et sa fougue de tribun. Il commence à se faire remarquer en publiant, en 1848, un Essai sur le crédit hypothécaire envisagé comme base fondamentale du crédit public et de l’organisation du travail.
Reconnu comme un des chefs futurs du parti républicain, à la tête des mécontents du règne de Louis-Philippe, il participe à la révolution de février 1848, et soutient la candidature de Cavaignac à l’élection présidentielle. Aux élections générales de 1849, il redouble les conférences passionnées soulevant les foules, il multiplie écrits, brochures, polémique dans les journaux, courses dans les campagnes, pour stimuler et diriger les esprits, et se fait élire, le dernier sur sept, député républicain de la Drôme à l’Assemblée Législative de 1849, par 40 827 voix, le 21 mai 1849. Siégeant avec la Montagne, qui tente de défendre les acquis politiques et certains acquis sociaux de la Révolution contre les attaques du parti de l'Ordre et des républicains modérés, et combat à la fois la majorité royaliste et la politique de l’Élysée, se signalant particulièrement dans les débats relatifs à la révision de la Constitution.

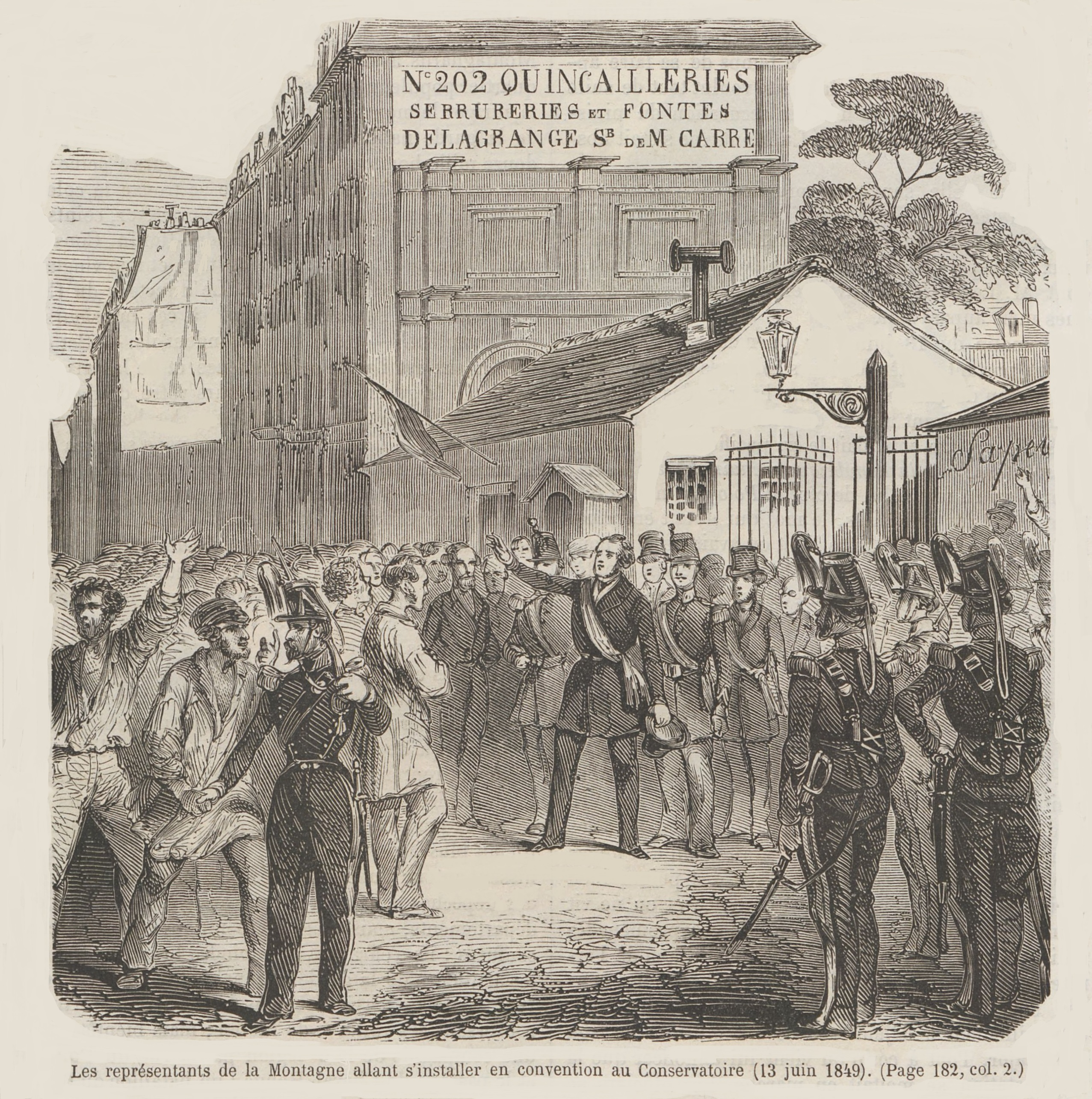
Les représentants de la Montagne allant s’installer en convention au Conservatoire, le 13 juin 1849.

Lors de la journée révolutionnaire du 13 juin 1849 organisée par les Montagnards contre le soutien au pape Pie IX contre le républicain Giuseppe Mazzini, au lieu de suivre Ledru-Rollin au Conservatoire national des arts et métiers, où devaient se rassembler des députés montagnards pour tenter de constituer un gouvernement provisoire, avec Pierre Leroux, il combat avec énergie la proposition de mise en état de siège de Paris soutenue par le général Cavaignac.
Désillusionné devant le délitement de la République, il s’exprime peu mais descend dans la mêlée le 26 novembre 1851 pour s'opposer notamment à la déportation aux Marquises des chefs du complot de Lyon, et dénonce la politique de Napoléon III. Le 29 novembre 1851, il s’en prend violemment au ministre de la justice, Eugène Rouher, qu’il accuse de haute trahison, ce qui fait trembler la Chambre tout entière, trouble la presse et exaspère le ministère. Acculé, le pouvoir  répondra, trois jours après, par le coup d'État du 2 décembre. Adversaire déclaré de Louis-Napoléon, il déclare : « En fait de conspiration, les plus flagrantes se trouvent dans le mépris des lois, pratiqué à chaque instant par le Gouvernement. »
Le 2 décembre 1851, Bancel demeurait au 25 rue de la Victoire. Les argousins chargés de l’arrêter, ce jour-là, s’étant trompés, en allant le chercher au nº 15, il échappe à l’arrestation. Resté libre, à la suite de cette erreur, il court, revêtu de son écharpe de représentant, à l’Assemblée, puis au faubourg Saint-Antoine qu’il essaie de soulever. Le lendemain 3 décembre, il parvient à réunir quatre cents républicains, se met à leur tête, et arrive en chantant la Marseillaise sur le boulevard Montmartre, où il est arrêté. Le 4 décembre 1852, il défend, en compagnie du député de la Haute-Saône Victor Versigny et du romancier Édouard Plouvier, la barricade de la rue Pagevin.
Après le coup d’État de 1851, arrêté, il est expulsé du territoire français par décret du 9 janvier 1852. Contraint de s’exiler, il se retire à Bruxelles, où il fonde le journal, La Libre Recherche, et se révèle comme professeur, philologue, historien, penseur, écrivant, donnant des leçons, enseignant, faisant des cours. Ayant attiré l’attention de l'Université libre de Bruxelles, celle-ci lui offre une chaire d’enseignement de la littérature française des XVIIe et XVIIIe siècles, qui a connu un succès prodigieux. Nommé professeur d’éloquence à la même université, il a trouvé, dans cette nouvelle chaire, le même succès devant des auditeurs venus de toute part de l’Europe. Il donne également des conférences très suivies dans la plupart des villes de Belgique, où sa parole tribunitienne a remporté dès le début les plus brillants succès.

Fervent défenseur de l'école, qu'il voyait comme un lieu de tolérance, il a terminé sa série de cours avec cet adieu : 

« Catholiques, protestants, israélites, fils du concile de Trente, confesseurs de la diète d’Augsbourg, fils de Moïse et de David, si les dogmes ont divisé nos pères, que les idées nous rapprochent et nous réconcilient ! (…) si vos synagogues, vos temples et vos églises ont été des places de guerre ; si la maison de votre Dieu a été la maison de la haine, que l’école soit celle de l’amitié ! Aimons-nous, sur ces bancs de bois ou règne l’égalité. (…) Soyons frères dans l’école, afin de l’être dans la vie et dans la mort. »

 En souvenir de son apostolat libéral et rationaliste, les Belges enthousiastes, qui n’appelleront plus le proscrit autrement que « notre Bancel », lui ont voté une médaille d’or. Lui-même se définira ensuite comme un « Enfant de la France, soldat du droit, ami de la Belgique »:3.
Rentré en France en  1869, après 17 ans d’exil, à la suite de l’amnistie du 14 août, s’il échoue aux élections générales de 1863, l’histoire de sa candidature à celles de mai 1869, longtemps présente à tous les souvenirs, a été le grand intérêt des élections, par le caractère de protestation politique pris par cette candidature incarnant l’opposition irréconciliable à l’Empire et l’éternelle revendication de la restauration de la République. Elle avait été posée, le 14 mars précédent, par acclamation de l’assistance présente à un grand banquet par souscription à la Loge de Mars et des Arts, du Grand Orient de France, qu’il avait électrisée en parlant de la Révolution française. Contre lui Émile Ollivier, vilipendé par les républicains pour s’être rallié à l’Empire en rencontrant l’Empereur, en 1865, reconnaissant ainsi la dynastie des Bonaparte.
En dépit du soutien acharné d’Émile de Girardin, qui semblait avoir fait de l’élection d’Ollivier une affaire personnelle, allant jusqu’à fouiller dans les tiroirs de son adversaire pour retrouver les vers qu’il avait composés à dix-huit ans, rien n’a pu endiguer l’élan révolutionnaire. Dans les réunions publiques, Bancel était chaque jour fêté, acclamé, tandis que le seul nom d’Ollivier, rappelant sa conduite politique inqualifiable, excitait les rires. En dehors de ses discours et de ses écrits destinés à soutenir sa candidature, il a encore excité l’attention par des conférences et des lectures soi-disant littéraires. Celles faites sur Corneille, au théâtre du Châtelet, en mai 1869, ont pris les proportions d’une manifestation politique. Il écrase le champion de l’Empire libéral par 22 848 suffrages sur 35 073 votants contre 12 848 obtenus par son rival, qui sera néanmoins élu dans le Var. Aux mêmes élections, il a également été nommé par 16 953 voix, dans la 2e circonscription du Rhône. Il a, en outre, recueilli 12 258 voix dans la 1re circonscription de la Drôme, sans toutefois être élu. Il optera alors pour Lyon, afin de laisser, aux élections complémentaires, un siège assuré d’avance aux républicains de la 3e circonscription parisienne:129.
Une fois élu, il a néanmoins déçu ses amis politiques qui n’ont pu que constater que l’éloquence tant vantée du candidat choisi dans l’espoir de le voir jouer les premiers rôles était devenue médiocre. Déjà, lors de son premier mandat durant la IIe République, il n’avait pris que rarement la parole, son discours le plus remarqué, ayant été celui prononcé le 26 novembre 1851, à propos des interpellations d’Adolphe Crémieux, relatives à la décision prise par le ministère, de transporter à Nuku Hiva les accusés du complot de Lyon. Autrement, il était timoré, nécessitant d’être conduit à la tribune par ses amis pour intervenir.
En 1870, vieilli, la santé défaillante, il ne tarde pas, à rentrer dans sa région natale et, absent de Paris lors de la chute de l’Empire, le 4 septembre, on ne lui offre aucun poste ministériel dans le gouvernement de la Défense nationale. En pleine guerre, il succombe à la grave maladie de cœur qui l’avait forcé à renoncer à la lutte, et expire, chez son ami Seignobos dans l’entière possession de ses moyens, trois semaines après avoir dicté à sa mère une lettre à son ami Jules Belat, qui a été son testament politique. La succession des événements a été telle qu’il avait déjà été oublié, et sa mort a trouvé peu d’échos, à l’exception de ses obsèques, qui ont suscité de vives réactions dans les milieux de la maçonnerie et de la libre-pensée, car à la demande de sa mère, elles avaient été religieuses alors que pourtant il les avait voulues civiles. Antonin Dubost s’est chargé de la publication de ses œuvres posthumes.

## Postérité

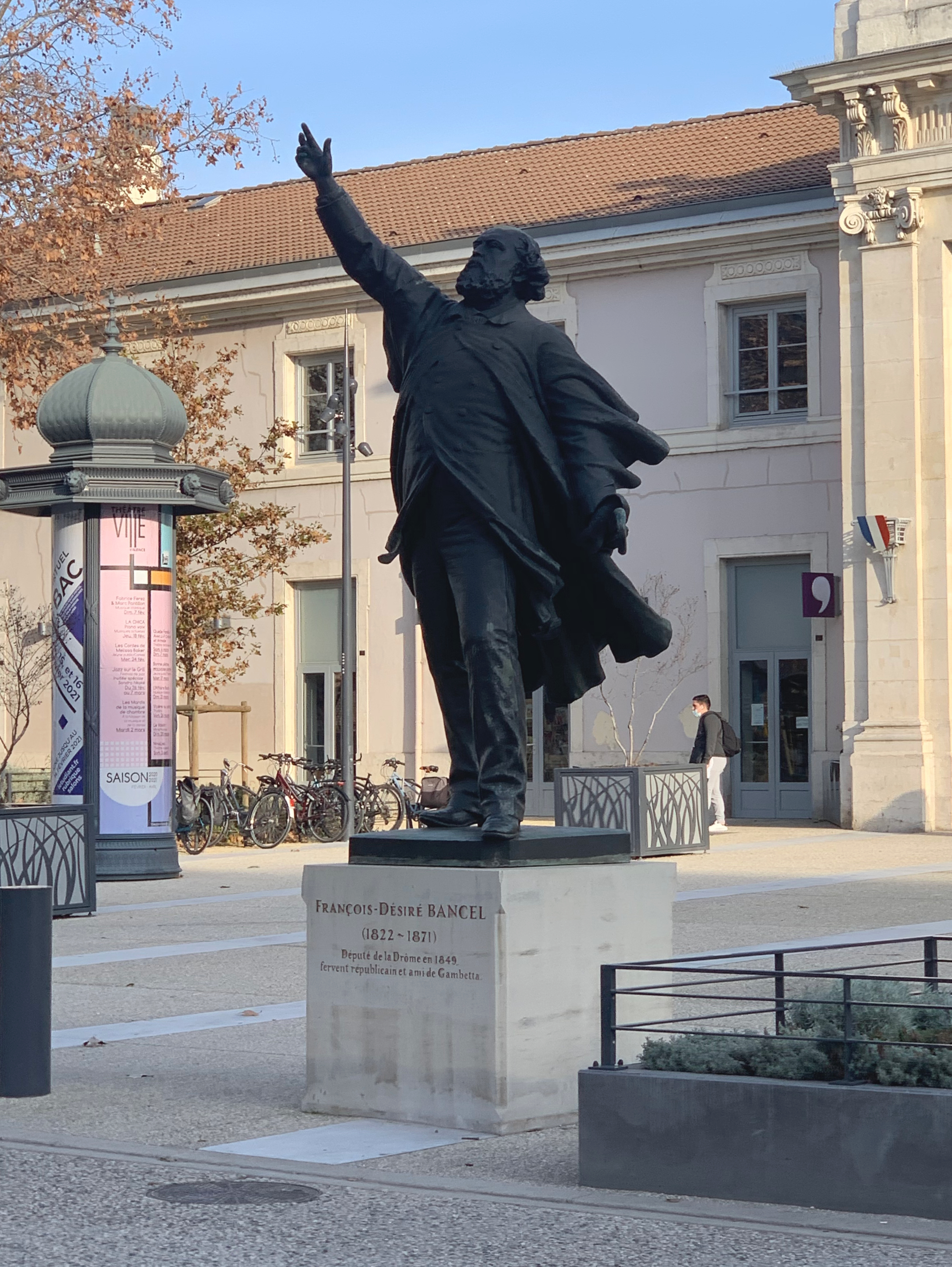
Statue devant la gare de Valence-Ville.

### Statuaire
Le député de la Drôme, Maurice Faure, est intervenu pour lancer une commande de l’État à Jean Barnabé Amy pour la somme de 25 000 francs. Inauguré le 1er aout 1897, place de la Gare, à Valence. Déplacée, en 1912, à la suite de la déviation du tramway, elles est victime, en 1942, de la mobilisation des métaux non ferreux par le régime de Vichy visant à détruire les représentations de personnes incarnant l’esprit libre républicain contraire aux valeurs de la révolution nationale. Retrouvée par hasard dans un dépôt de métal, à Paris, en 1950, elle est prise pour une statue de Jean Bart et envoyée à Dunkerque. En 1950, elle revient à Valence, mutilée. En 1980, elle est installée, après restauration, près de la Porte Neuve. À la suite de la réfection des boulevards, elle retrouve sa place d’origine, devant la gare de Valence, en 2012. Le parapluie a été remplacé par une canne, et le socle, par un cube.

### Voierie
La ville de Valence a donnée son nom à un boulevard, et les villes de Lamastre, Lyon et Melun, à des rues.

## Jugements
« L’éloquence de Bancel, à la fois brillante et substantielle, plait à la fois à la foule et aux lettrés : à la foule, parce qu’elle a la conviction, la chaleur, la passion, la véhémence, l’éclat ; aux lettrés, parce qu’elle a la correction du style, l’image, le tour poétique, l’élévation de la pensée… »

« Quand Bancel parle, on dit : c’est écrit, tant sa parole est correcte et élégante. Quand il écrit, on dit : c’est parlé, tant son style est entrainant, passionné. Il semble qu’on entend la voix de l’orateur, il semble qu’on voit son geste ardent ponctuer ces larges périodes. »

« Bancel est de taille moyenne ; gros et gras, de forte corpulence, sanguin ; la tête en arrière jetée, comme la portaient Mirabeau, Danton, est massive, mais énergique, expressive ; des rides précoces sillonnent ses tempes. Il a l’œil grand et plein d’éclairs, la poitrine large, le front vaste… tout l’aspect d’un tribun. Sa voix est excellente, rauque et un peu sourde d’abord ; la chaleur du débit l’épure et l’assied ; au bout d’une demi-heure, elle devient pleine, grave, sonore. Ce sont là les meilleures voix. Le geste est ample, harmonieux, sympathique. Un de ses mouvements favoris est celui que David prête à Robespierre dans son tableau du Serment du Jeu de Paume'. Ses deux poings ramenés sur sa poitrine semblent y chercher deux cœurs pour la liberté. »

## Publications
- Essai sur le crédit hypothécaire envisagé comme base fondamentale du crédit public et de l’organisation du travail, Valence et Paris, in-18, 1848.
- Les Mystères, études littéraires et philosophiques, Paris, Librairie de la Bibliothèque nationale, 1871, viii-187 p., in-32 (lire en ligne sur Gallica).
- Circulaire adressée... aux électeurs de la Drôme, commençant par ces mots : Mes chers concitoyens, ma profession de foi, Valence, Chaléat, 1869, in-fº (OCLC 461330336).
- Le Génie de Corneille, Paris, Degorce-Cadot, 1869, v-24 p., in-18 (lire en ligne sur Gallica).
- Élections générales. 3e circonscription de la Seine. Candidat de la démocratie radicale (1869)
- Études historiques et littéraires : les harangues de l’exil (Études sur Corneille, Racine, Molière, La Fontaine, Boileau, Pascal, Bossuet, Bayle, Montesquieu, Voltaire, l’Encyclopédie, Rousseau), Paris, Librairie internationale, 1863, v-24 p., 3 tomes (lire en ligne).
- Discours sur la charité, Bruxelles, Vve Parent et fils, 1862, 14 p., in-16 (OCLC 1176975310, lire en ligne sur Gallica).
- Les Révolutions de la parole, Paris, Degorce-Cadot, 1869, vi, 372 p., in-8º (OCLC 613076826, lire en ligne)Introduction à l’histoire de l’éloquence pendant la Révolution française.
- Les Origines de la Révolution, Paris, Degorce-Cadot, 1869, 33 p., in-8º (OCLC 1404020740, lire en ligne sur Gallica).
- Le Génie de Corneille, Paris, Degorce-Cadot, 1869, v-24 p., in-18 (OCLC 1143027980, lire en ligne sur Gallica).
- Études sur la formation de la langue et sur la littérature françaises au moyen âge : précédées d’une notice historique sur sa vie, de son portrait, gravé par A. Lalauze, et d’un fac-similé de son écriture (ouvrage posthume), Paris, A. Claudin, 1878, xxxvi, 296 p. (OCLC 612680570, lire en ligne).

### Traductions
- Ausonio Franchi (trad. Franco̧is-Désiré Bancel), Le Rationalisme, Bruxelles & Leipzig, A. Schnée, 1858, xvii, [15]-334 p., 18 cm (lire en ligne).